# Полицейская медаль «За храбрость»
Полицейская медаль «За храбрость» (англ. Police Medal for Gallantry) — военная государственная награда Индии, учреждённая в марте 1951 года для поощрения сотрудников полиции за явные проявления храбрости.

## История
Полицейская медаль «За храбрость» была учреждена в марте 1951 года в рамках реформы системы государственных наград после провозглашения Республики Индия в 1950 году. Её создание стало частью усилий по формированию национальной системы поощрений, свободной от колониального наследия и кастовых ассоциаций, характерных для британской системы наград.
До 1951 сотрудников полиции и пожарной службы награждали Индийской полицейской медалью (англ. The Indian Police Medal), учреждённой в 1932 году. Изначально по статуту медали количество награждённых было ограничено 200 человек в год, но позже планка была поднята до 250 награждений. Для повторного награждении использовалась планка. Количество награждённых планкой не учитывалось при учёте ежегодного количества награждённых.
За время существования Индийской полицейской медали было произведено награждение 1088 человек и 21 был награждён планкой. В это число вошли 67 медалей и 5 планок, вручённых европейцам.

## Описание
Дизайн медали в значительной мере наследует дизайн Индийской полицейской медали, что отражается в реверсе и ленте.
Полицейская медаль «За храбрость» имеет круглую форму и изготовлена из бронзы. На аверсе изображён государственный герб Индии и надпись англ. «Police Medal» над ним. На реверсе в центре расположены надписи англ. «Indian / Police» и англ. «For Gallantry» в обрамлении венка.
Лента медали имеет ширину 34 мм и разделена на полосы: тёмно-синяя с центральной полосой среднего красного цвета шириной 10 мм, белыми краевыми полосами шириной 5 мм и полосой шириной 1 мм непосредственно от этих краёв. Белая лента шириной 5 мм, тёмно-синяя — 3 мм, белая лента шириной 1 мм, тёмно-синяя — 3 мм, средняя красная лента шириной 10 мм, тёмно-синяя — 3 мм, белая лента шириной 1 мм, тёмно-синяя — 3 мм, белая лента шириной 5 мм.

## Критерии награждения
Медалью награждаются сотрудники полицейских подразделений, Центрального разведывательного управления или пожарной службы, проявившие исключительную храбрость. Награждённые получают денежное вознаграждение в размере половины ставки, установленной для медали Президента «За храбрость» сотрудникам полиции и пожарной службы. За последующие проявления храбрости может быть вручена планка на ленту.
При обычных обстоятельствах в год может быть вручено не более 175 медалей «За храбрость».
Все награждённые получают ежемесячное пособие, которое сохраняется и после выхода на пенсию. После смерти награжденного это пособие выплачивается его вдове в том же размере. Награжденные Полицейская медаль «За храбрость» имеют право на бесплатный проезд на поезде во 2-м классе AC II или в 1-м классе с сопровождающим.

## ссылки
- https://web.archive.org/web/20250726213914/https://www.raigadpolice.gov.in/en/hall-of-fame